# WarMUX
WarMUX (dříve známý jako Wormux) je open-source klon klasických videoher série Worms. Hra je k dispozici pro operační systémy Windows a Unix-like systémy (včetně Linuxu, FreeBSD a Mac OS X). Týmy jsou maskoti různých open-source projektů – jako GNU, Linux, FreeBSD, KDE, GIMP, OpenOffice.org, Firefox, Thunderbird, Workrave, NuFW a SPIP. WarMUX je distribuovaný pod podmínkami GNU General Public License.

## Vývoj
Verze 0.8 sice oficiálně nepodporuje režim pro jednoho hráče, ale je možné aktivovat jednoduchý režim umělé inteligence zadáním „AI-stupid“ (bez uvozovek) jako jméno jednoho z hráčů.